# (38157) 1999 JC72
1999 JC72 (asteroide 38157) é um asteroide da cintura principal. Possui uma excentricidade de 0.18056020 e uma inclinação de 5.18011º.
Este asteroide foi descoberto no dia 12 de maio de 1999 por LINEAR em Socorro.